# Гондревиль (Мёрт и Мозель)
Гондреви́ль (фр. Gondreville) — коммуна во французском департаменте Мёрт и Мозель региона Лотарингия. Относится к  кантону Туль-Нор.	

## География
Гондревиль расположен в 50 км к югу от Меца, в 17 км к западу от Нанси и в 5 км к востоку от Туля. Соседние коммуны: Фонтенуа-сюр-Мозель на севере, Сексе-ле-Буа и Велен-ан-Э на северо-востоке, Вилле-ле-Сек на юге, Туль на западе.
Через Гондревиль проходят местные автодороги D400 — D90 и автодорога A31.

## История
- Город основан древними римлянами.

## Демография
Население коммуны на 2010 год составляло 2809 человек.
| 1962 | 1968 | 1975 | 1982 | 1990 | 1999 | 2010 |
| ---- | ---- | ---- | ---- | ---- | ---- | ---- |
| 1311 | 1274 | 1476 | 1592 | 2145 | 2218 | 2809 |

## Достопримечательности
- Следы галло-романского периода: останки древнеримской виллы, моста через Мозель и скульптуры.
- Древний замок герцогов Лотарингии, упоминается в 727 году.
- Усадьба Эммануэля Мориса д'Эльбёф, основана в 1721 году, в 1950-2006 годах была госпиталем, сейчас жилой комплекс.
- Форт де Гондревиль.

## Известные уроженцы
- Ферри IV (герцог Лотарингии) (1282—1328) — герцог Лотарингии.